# 雷梅迪奧斯 (古巴)

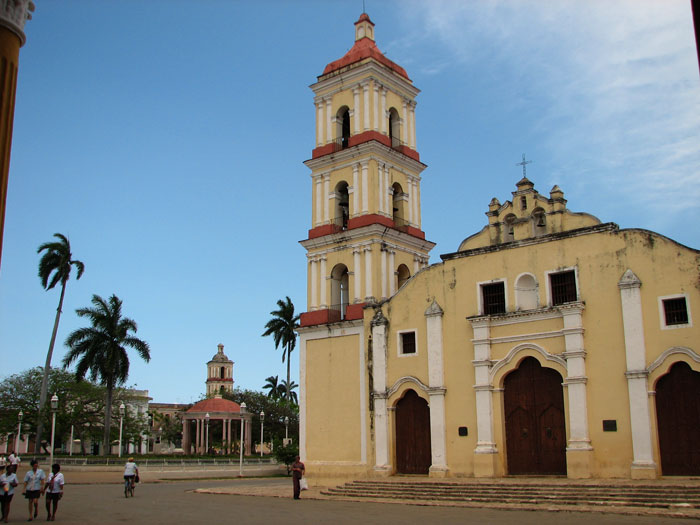

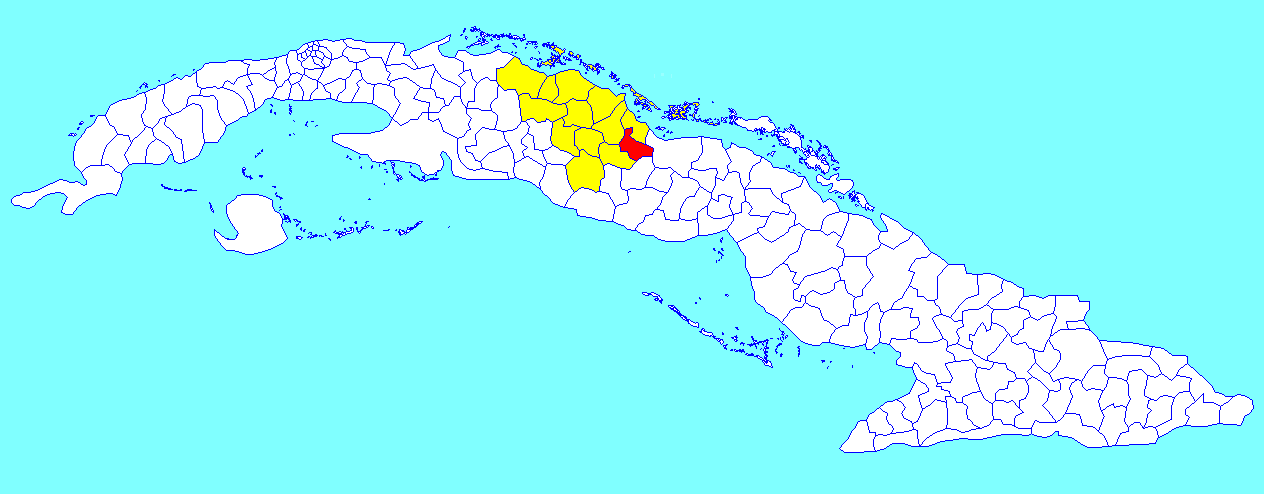

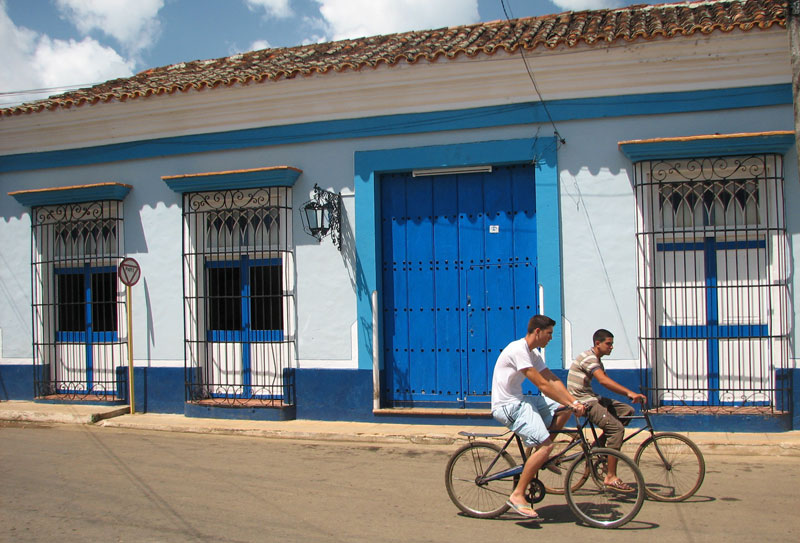

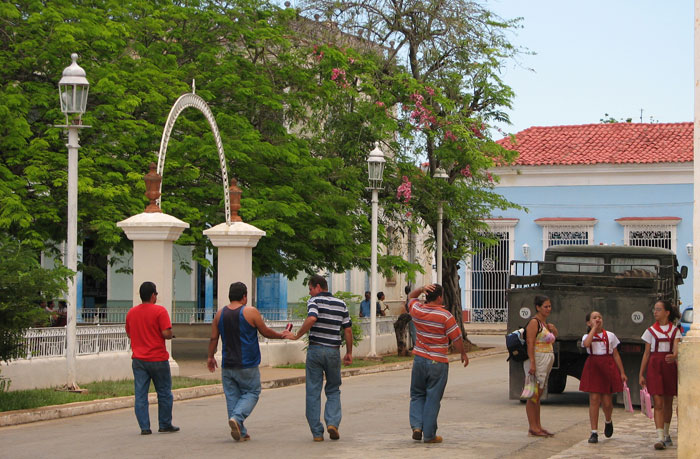

22°29′32″N 79°32′45″W / 22.49222°N 79.54583°W
雷梅迪奧斯（西班牙語：San Juan de los Remedios），是古巴的城鎮，位於該國中部，由比亞克拉拉省負責管轄，始建於1513年，面積560平方公里，海拔高度25米，2004年人口46,482，人口密度每平方公里83.0人。